# Master of the Rings
Albums de Helloween
Chameleon
(1993) The Time of the Oath
(1996)
Singles
1. Where the Rain Grows
Sortie : Mars 1994
2. Mr. Ego
Sortie : 22 juillet 1994
3. Perfect Gentleman
Sortie : 20 octobre 1994
4. Sole Survivor
Sortie : 1er janvier 1995

Master of the Rings est le 6e album studio du groupe de power metal allemand Helloween, sorti le 8 juillet 1994.
L'album marque l'arrivée de nouveaux membres, Andi Deris aux chants et Uli Kusch à la batterie. Master of the Rings contient quatre singles : Where The Rain Grows, Mr. Ego (Take Me Down), Perfect Gentleman et Sole Survivor. Tous les singles sont accompagnés d'un clip vidéo excepté pour Sole Survivor. Le clip Mr. Ego fut dédicacé à l'ancien chanteur d'Helloween, Michael Kiske.

## Liste des titres
| No  | Titre                              | Auteur                      | Durée |
| --- | ---------------------------------- | --------------------------- | ----- |
| 1.  | Irritation (Weik Editude 112 In C) | Michael Weikath             | 1:14  |
| 2.  | Sole Survivor                      | Michael Weikath, Andi Deris | 4:33  |
| 3.  | Where the Rain Grows               | Michael Weikath, Andi Deris | 4:46  |
| 4.  | Why?                               | Andi Deris                  | 4:11  |
| 5.  | Mr. Ego (Take Me Down)             | Roland Grapow               | 7:02  |
| 6.  | Perfect Gentleman                  | Michael Weikath, Andi Deris | 3:53  |
| 7.  | The Game Is On                     | Michael Weikath             | 4:40  |
| 8.  | Secret Alibi                       | Michael Weikath             | 5:49  |
| 9.  | Take Me Home                       | Roland Grapow               | 4:25  |
| 10. | In the Middle of a Heartbeat       | Michael Weikath, Andi Deris | 4:30  |
| 11. | Still We Go                        | Roland Grapow               | 5:09  |

| 12. | Can't Fight Your Desire    | Andi Deris    | 3:45 |
| 13. | Grapowski's Malmsuite 1001 | Roland Grapow | 6:33 |

## Composition du groupe
- Andi Deris — chants
- Michael Weikath — guitare
- Roland Grapow — guitare; chants sur Closer to Home
- Markus Grosskopf — basse
- Uli Kusch — batterie